# Residència de Tapanoeli
La residència de Tapanoeli (Residentië Tapianoeli/Tapanoeli) fou una divisió administrativa de les Índies Orientals Holandeses organitzada el 1906 que abans pertanyia al govern de la Costa Occidental de Sumatra. El 1907 s'hi van agregar les Terres dels Battak. La seva organització definitiva es va fer el 1915.

## Regències (afdeeling) i territoris (landschappen) de la residència el 1906/1907
- Regència de Groot Mandeling i Batang Natal
  - Territori Goot Mandeling
  - Territori de Batang Natal
- Regència de Klein Mandeling i Oeloe & Pakantan
  - Territori de Klein Mandeling
  - Territori Oeloe i Pakantan
- Regència d'Angkola
  - Territori d'Angkola Djoeloe
  - Territori d'Angkola Djai
- Regència de Si Pirok
  - Territori de Si Pirok
  - Territori de Si Laeetoen
  - Territori de Mongsoenoban
- Regència de Natal (territori del govern)
- Regència de Padang Lawas
  - Territori de Padang Lawas i 28 estats battaks
- Regència de Sibolga (territori del govern)
  - Subregència de Sibolga i Ommelanden
  - Subregència del districte de Toro
- Regència de Toba i Silindoeng
  - Territori de Siliadoeng (territori dels Battaks)
  - Territori de Toba
- Regència de Baroes
- Regència de Nias (amb les illes Onliggende)

## Divisió el 1915
- Regència de Sibolga i districte de Batang Toroe
- Regència de Natal i Batang Natal
- Regència de Padang Sidimpoean (Padang Sidimpuan)
  - Subregència d'Angkola i Sipirok
  - Subregència de Groot, Klein Mandsailing, Oeloe i Pakatan
  - Subregència de Padang Lawas
- Regència de Battak (o Batak)
  - Subregència de Silindoeng
  - Subregència de Hoogvlakte van Toba (Alts de Toba)
  - Subregència de Toba
  - Subregència de Samosir
  - Subregència de Baroes
  - Subregència de Dairslanden
  - Subregència de Habinsaran